# Yucca rostrata
Yucca rostrata és una planta del gènere Yucca que viu als pendents de les muntanyes Rocoses i els fons dels canyons i es pot trobar a una altitud de 700 metres sobre el nivell del mar. eol.org
Yucca rostrata és una espècie originària de Mèxic i forma part de la flora natural d'àrees protegides les quals són utilitzades en jardineria i ornamentació degut a la seva bellesa. D'acord amb Guillot y Van (2009), Y. rostrata va ser introduïda a Europa el 1902 al Jardí de la Villa de M. G. Casertano a St Georgia, Nàpols, com una espècie altament apreciada por la bellesa de la seva inflorescència, la qual rivalitza en elegància amb plantes d'altres famílies botàniques. otras familias botánicas.

## Descripció

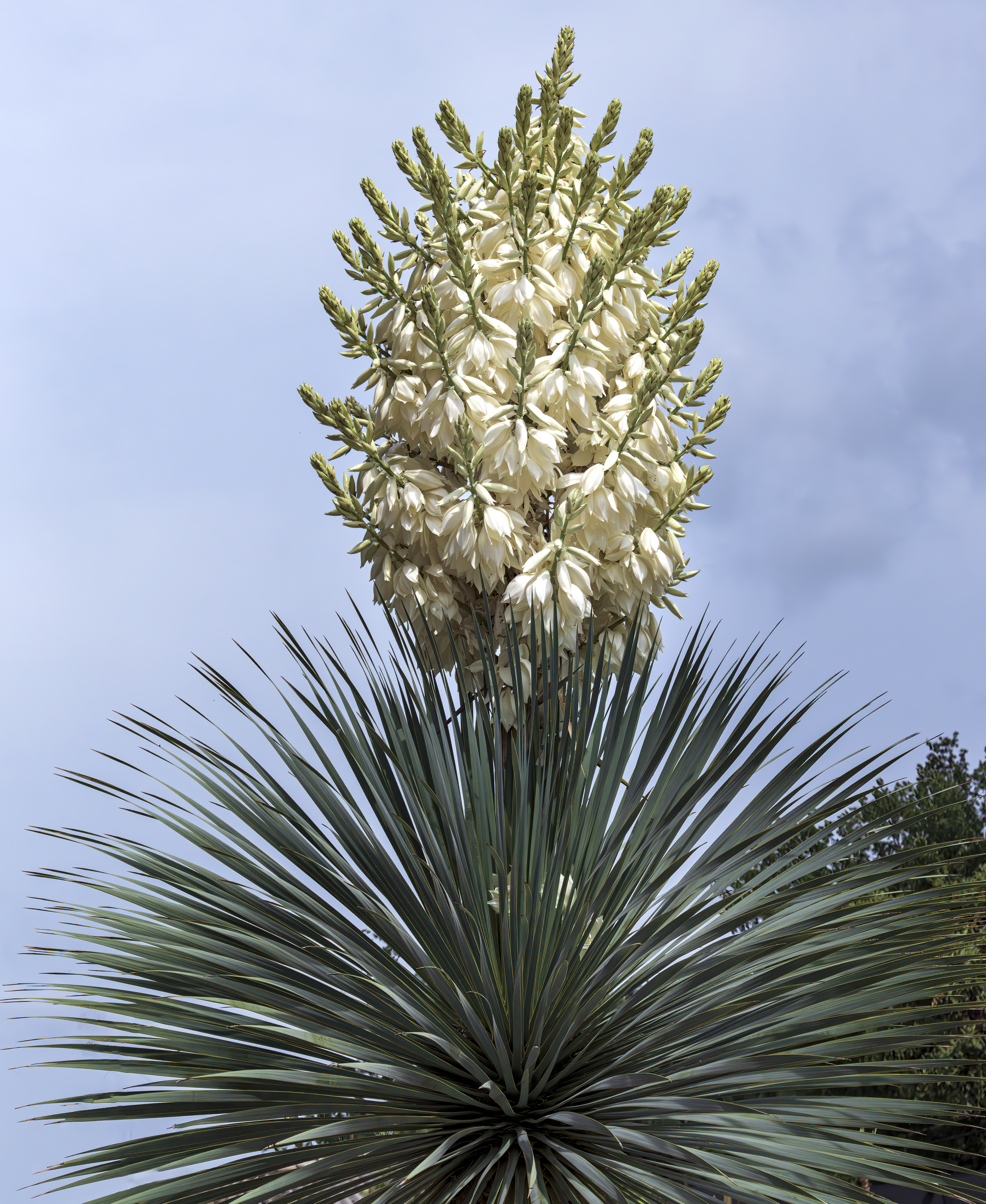
Yucca rostrata

Y. rostrata és una planta solitària o formadora de colònies de rosetes. És caulescent (que té caule o tija) i arborescent de fins a 2,5 a 3,6 metres sense incloure la inflorescència. Pot arribar a fer d'uns 1,8 a 3,2 dm de diàmetre.
Les rosetes cada una amb unes 100 fulles. De una a diverses tiges, erectes, majoritàriament de forma senzilla i ocasionalment pot estar ramificat amb d'una a tres branques.
Les fulles presenten làmines a vegades retorçades, planes a còncaves-convexes, flat to concavo-convex, més ample a la part mitjana de la làmina, d'uns 25–60 × 1.2–1.7 cms, glauques (verd-bau), llises, marges minuciosament denticulats, d'un groc llimona, hialins (sense pels), àpex espinós i l'espina en forma de punta. Presenta inflorescències en panícula, és a dir, són compostes l'eix de les quals porta raïms laterals de flors, ve a ésser un raïm de raïms; poden sobresurtir o no de la roseta, amb peduncle de 2,5 cm de diàmetre glabrescent.Amb flors penjants, amb el periant de forma globosa a acampanada. Els tèpals són diferents, estretament ovalats de color blanc, amb l'àpex abruptament acuminat (acabat en punta); filaments de 1.7-2 cm; pistil 2.5 a 3.5 cm; estil blanc, 6-14 mm; estigmes lobulats. Els fruits són erectes, capsulars, dehiscent (que s'obren per deixar anar les llavors), ovoide a el·lipsoide, poques vegades s'estrenyen.

## Hàbitat i Distribució
Forma part del tipus vegetal matollar xeròfil. Creix en sòls succints (superficials) d'origen calcari (roca sedimentària), 
també en sòls d'origen volcànic; en sòls amb desnivell com vessants de turons amb poca inclinació així com en terrenys plans i una mica pedregosos(CONABIO, 1998).
Y. rostrata creix en regions àrides o semidesèrtiques en un rang d'altitud de 300 a 800 m (Guillot y Van, 2009). Prolifera en l'interval de temperatures mitjanes anuals de 12 a 26 °C amb precipitació mitjana anual de 100 a 400 mm, de 7 a 12 meses secs (CONABIO, 1998). Tolera temperatures menors a 10 °C, per sota de -15 o -17 °C pot afectar les fulles(Guillot y Van, 2009).

## Cultiu
Requereix una bona exposició al sol i ha de créixer en sòls ben drenats, encara que també hi pot vegetar en zones de relativa ombra, tolera la sequera, necessita ser regada únicament en l'època de calor (Sánchez, 2010).

### Sinonímia
Species 2000 & ITIS Catalogue of Life: April 2013
- Yucca rostrata Engelm. ex Trel.
- Yucca linearis (Trel.) D.J.Ferguson
- Yucca rostrata var. linearis[1][2]